# Eric Hartzell
Eric Hartzell, född 28 maj 1989, är en amerikansk professionell ishockeymålvakt som spelar för Pittsburgh Penguins i NHL.
Han blev aldrig draftad av något lag.